# Telerin
Telerin (även lindalambe) är ett konstgjort språk som skapades av J.R.R. Tolkien för hans fiktiva värld Arda. Det talas av det alviska folket teleri.
Ganska lite är känt om telerin. Ljudmässigt är det dock mer konservativt än det närbesläktade quenya och har i det avseendet behållit fler drag från uralviskan. Följande, mening får stå som exempel på skillnaderna mellan telerin och quenya.
Quenya: Elen síla lúmenn’ omentielvo.
Telerin: Él síla lúmena vomentienguo.
Översättning: En stjärna lyser över stunden för vårt möte.

## Extern historia
Telerin har en förhållandevis liten plats i Tolkiens berättelser. För honom var dock själva språken minst lika som berättelserna och därför kom han ändå att lägga stor energi på det. Telerin kom också att utgöra stamfader åt flera andra språk. Vilka språk Tolkien lät sig inspireras av när han skapade telerin förblir okänt.

## Intern historia
Telerin utvecklades liksom quenya ur common eldarin under den 250 år långa marschen från Cuiviénen mot Valinor. Språket betraktades av många, med möjligt undantag för teleri själva, som en dialekt av quenya.
Sitt namn, som betyder "de sistkommande", fick de av att de dröjde kvar längre än de andra folken i Midgård, och många kom aldrig att fara över havet till Valinor. De som dock valde att färdas till det heliga landet kom att grunda staden Alqualonde och bo avskiljt från de två andra folken vanyar och noldor så att telerin med tiden kom att bli allt mer olikt det närbesläktade språket quenya.
I Midgård utvecklades språket till sindarin och nandorin.
Sindarin talades av sindar, de teleri som slog sig ner i Beleriand i västra Midgård. Det kom med tiden att breda ut sig och bli ett gemensamt språk för samtliga Midgårds alver, och även för flera människoätter.
Nandorin, också kallad silvarin, talades av nandor, de teleri som stannade kvar i skogarna öster om Hithaeglir (Dimmiga bergen). Först flera tusen år senare kom en grupp att bege sig iväg västerut, korsa bergen och slå sig ner i Ossiriand i östra Beleriand. Till en början klarade sig nandorin bra i konkurrensen med sindarin. Men med tiden kom det att allt mer trängas undan så att vid den tid då Sagan om ringen utspelar sig talade samtliga nandor sindarin.